# Ігнатьєв Олександр Володимирович
Олександр Володимирович Ігнатьєв (нар. 23 червня 1971, Київ, УРСР) — радянський та український футболіст, згодом — тренер. Виступав на позиції нападника.
У сезоні 1995/96, забивши чотири голи у трьох матчах, став кращим бомбардиром Кубку України (разом із Олександром Перенчуком і Олександром Паляницею).

## Кар'єра гравця
Вихованець київського «Динамо». З 1988 по 1991 рік виступав за дублюючий склад киян, а в 1990 році на правах оренди виступав в аматорському клубі «Темп» (Корсунь-Шевченківський). У 1991 році захищав кольори тюменського «Геолога» в першій союзній лізі. У 1992 році повернувся в Україну, де в складі вінницької «Ниви» зіграв 5 матчів у першому розіграші чемпіонату України. Решту сезону відіграв у житомирському «Хіміку» в першій лізі. З 1992 по 1993 роки захищав кольори першолігових клубів «Рось» (Біла Церква) та «Хімік» (Сєвєродонецьк). У 1994 році став гравцем ЦСК ЗСУ, який виступав у третій лізі українського чемпіонату. У 1995 році захищав кольори іншого третьолігового клубу, «Схід» (Вишневе). Після цього виїхав до Китаю, де виступав в одному з місцевих клубів. У сезоні 1995/96 років виступав у друголіговій «Ниві» (Миронівка).
У 1996 році підсилив олександрійську «Поліграфтехніку». Дебютував у футболці олександрійців 4 серпня 1996 року в нічийному (1:1) домашньому поєдинку 1-го туру першої ліги проти нікопольського «Металурга». Олександр вийшов на поле в стартовому складі, а на 58-й хвилині його замінив Вадим Наливайко. Проте закріпитися в складі «поліграфів» не зумів і того ж року виїхав до Росії, де став гравцем амторського клубу «Спартак» (Луховиці). Разом із клубом пройшов шлях із аматорського чемпіонату до другої ліги, після чого завершив кар'єру професіонального футболіста. З 2000 по 2001 рік грав в аматорських клубах «Дніпро» (Київ) та «Титан» (Іршанськ). Виступав також і в київських футзальних клубах «Уніспорт-Будстар» (2002/03) та «Сільбуд» (2006/07).

## Кар'єра тренера
З липня 2014 по грудень 2015 року очолював «Чайку» (Петропавлівська Борщагівка). З 2016 року — головний тренер ФК «Вишневе»

## Особисте життя
Має сина Володимира, який також став футболістом та виступав здебільшого на аматорському рівні.